# Koemarkt (Schiedam)
De Koemarkt is een belangrijk plein midden in het centrum van de Zuid-Hollandse stad Schiedam. 
Het plein bevindt zich ten zuidoosten van de binnenstad waar de Rotterdamsedijk vanuit het oosten, het Broersvest vanuit het noorden en de Lange Haven met Koemarktbrug vanuit het westen op uitkomen.
De Koemarkt is de entree naar de binnenstad en vormt het ruimtelijke scharnierpunt van de stad tussen de oude binnenstad en Nieuw Mathenesse nabij de Schie. In vroeger tijd werd op het plein op marktdagen door de boeren het vee verhandeld met handjeklap waar de naam naar verwijst. Rond het plein bevindt zich voornamelijk lagere bebouwing en middelhoogbouw met winkels met aan de oostzijde een hoogbouwpand, genaamd Singelwijck. Dit rijksmonument van architect Heinrich Leppla heeft acht verdiepingen en werd gebouwd in 1933-1934. Sinds de jaren dertig werd het karakter sterk veranderd, de veehandel verdween en er kwam andere bedrijvigheid. Het plein met een rotonde voor het verkeer werd ook een doorgaande route voor het autoverkeer. Sinds de herinrichting na 1985 werd de Koemarkt vooral een winkel en uitgaansgebied en verdween de rotonde. Ook verschenen er losstaande winkelpaviljoens. Momenteel worden de mogelijkheden voor een nieuwe herontwikkeling van de Koemarkt en het voormalige VROM-terrein onderzocht.
Sinds 2019 staat van oktober t/m december de oliebollenkraam van de Schiedamse oliebollenbakker Nico Sterrenberg op de Koemarkt, naast Bram Ladage. Voor 2019 stond deze kraam op de Nieuwe Haven ter hoogte van de Burgemeester Knappertlaan. In 2019, 2020 en 2021 werd Nico tijdens de Oliebollentest van Oliebollentestonline uitgeroepen tot beste oliebollenbakker van Nederland.

## Tram
In 1882 kreeg de stoomtram van de RTM die het vervoer tussen Rotterdam en Schiedam verzorgde er zijn eindpunt. In 1906 verscheen er de elektrische tram met in de loop der tijd verschillende lijnen naar Rotterdam die tot 1985 hun eindpunt hadden voor de rotonde. In 1985 werd de trambaan over het Broersvest verlengd naar het Stadserf en verdween de rotonde. Tegenwoordig rijden de tramlijnen 1 en 11 langs het plein.

## Kunstwerk
Tot voor kort stond aan de Koemarkt het kunstwerk de "Bronzen koeienkoppen Bert en Birgit" van kunstenaar Arjen Lancel verwijzende naar de vroegere functie. Na de laatste herinrichting verdwenen de koeienkoppen en zouden worden herplaatst in Schiedam-Kethel. De Historische Vereniging Schiedam maakt zich sterk voor een eventuele herplaatsing naar de Koemarkt.